# Dragonja
Dragonja je řeka na Istrijském poloostrově, dlouhá 30 km. Ve středověku byla známa jako Argao, z toho se vyvinul slovinský název Dragonja a italský Dragogna.
Pramení nedaleko vesnice Poletiči ve vysočině Šavrinsko gričevje. Má osmnáct pravých a třináct levých přítoků. Vlévá se do Piranského zálivu Jaderského moře. Hlavní zdrojem vody jsou dešťové srážky, v létě koryto vysychá. U ústí řeky se nacházejí Sečoveljské soliny.
Dolní tok řeky je předmětem územního sporu mezi Slovinskem a Chorvatskem. Chorvati považují řeku za přirozenou státní hranici, kdežto Slovinci si nárokují také oblasti na levém břehu s argumentem, že už od jugoslávských časů patří ke katastrálnímu území Sečovlje. Svojí podporou slovinského nároku na toto území proslul místní obyvatel Joško Joras. V roce 2017 mezinárodní arbitráž rozhodla ve prospěch Slovinska, Chorvatsko však odmítlo verdikt přijmout.